# Битва на реке Лейте
Битва на реке Лейте (нем. Schlacht an der Leitha, венг. Csata a Lajta) — сражение между венгерскими войсками под командованием Белы IV Арпада и австрийскими силами герцога Фридриха II Бабенберга, состоявшееся 15 июня 1246 года. Сражение стало решающим эпизодом длительного австро-венгерского противостояния, длившегося с середины 1230-х годов. Битва завершилась победой австрийских войск, но в ней погиб герцог Фридрих II, на котором прервалась мужская ветвь правящей австрийской династии Бабенбергов. Это ознаменовало начало продолжительной борьбы за наследство австрийских Бабенбергов и австрийскую корону.
В историографии до сих пор спорным остается вопрос об участии в битве некоего не названного по имени «короля Руси» (которого разные исследователи идентифицируют либо с Даниилом Галицким, либо с зятем Белы IV Ростиславом Славонским).

## Предыстория

### Противостояние Австрии и Венгрии
Противостояние между Австрией и Венгрией начинается почти сразу же после вступления Фридриха II Воинственного (или Воителя) на австрийский престол. В 1230 году Фридрих II, воспользовавшись участием Андраша II в борьбе за Галич, атаковал западные венгерские владения. Ответная акция состоялась в 1235 году (после того, как венгры были окончательно изгнаны из Галича) — армия Андраша сумела дойти до австрийской столицы, Вены, но затем вынуждена была отступить, а вскоре Андраш II умер, и королем Венгрии стал Бела IV. В 1236 году Фридрих II вновь воевал в Венгрии.
Тем временем, Европа сталкивается с новой угрозой, на фоне которой противостояние Австрии и Венгрии ненадолго утихает — вторжение монгольских войск в русские земли, которое продолжилось нашествием на Восточную Европу. В апреле 1241 года армия Белы IV была разгромлена войсками хана Батыя на реке Шайо, после чего Бела был вынужден бежать в Братиславу, а из неё — в австрийский Хайнбург, прося помощи у бывшего противника — австрийского герцога. Воспользовавшись бедственным положением короля Венгрии, Фридрих Австрийский пленил его в Хайнбурге и назвал условие за помощь Беле — передача Австрии трех приграничных венгерских комитатов. После смерти Угэдэя, великого хана Монголии, монгольские войска, наконец, остановили Западный поход и покинули территорию Европы. Вскоре после этого австро-венгерское и австро-имперское противостояния вспыхнули с новой силой. Герцог Фридрих II Воинственный отказался вернуть Венгрии три комитата, полученных за оказание Беле IV поддержки во времена монгольского вторжения в Венгрию. В 1242 году Бела IV начал войну против Австрии. Итогом кампании стал захват венграми Шопрона и Кёсега и отказ герцога Фридриха от венгерских комитатов.

### Отношения Австрии соСвященной Римской империи,ЧехиейиГалицко-Волынским княжеством
Начиная с самого восшествия на престол Фридрих II Австрийский конфликтовал не только с правителями Венгрии, но и королями Чехии (Богемии). В 1231 году чешский правитель Вацлав I вторгся в Австрию и сжег Кремс. Австрия ответила на это два года спустя, когда герцог Фридрих воспользовался конфликтом между Вацлавом I и его братом Пржемыслом Моравским и захватил замок Битов. Впрочем, из-за болезни он вскоре вернулся назад.
Тем временем, осложнились и отношения между Фридрихом II Австрийским и его тёзкой, императором Священной Римской империи Фридрихом II, который осудил австрийского герцога за его нежелание принимать участие в имперских делах (формально Австрия входила в состав империи). На герцога была наложена опала, а также император несколько раз вызывал австрийского правителя на суд, и после неявок последнего имперская армия вторглась в Австрию, захватила Вену, а герцог был вынужден бежать и скрываться. Примечательно, что князья Даниил Галицкий и Василько Волынский намеревались оказать помощь герцогу Фридриху II, но венгерский король Бела IV отговорил их (по версии летописи — запретил им участие: «восхотѣста ити Данилъ со братомъ Василкомъ гѣрцикови во помощь, Королеви же возбранившу има, возвратистася во землю свою»). Историк А. В. Майоров видит в этом отказ Даниила и Василько Романовичей от союза с Австрией, заключенного на основаниях родства (мать Даниила и Василько, Ефросинья-Анна, была родственницей Феодоры Ангел, матери Фридриха II Австрийского) и присоединение Романовичей к антиавстрийскому союзу, куда входили Венгрия и Священная Римская империя, что привело к «повышению» Даниила и его статуса при имперском дворе (упоминание в имперских документах не как «герцога Руси», а уже как «Короля Руси»).
Однако вскоре у императора начались серьёзные проблемы с итальянскими владениями, и его армии оставляют Вену. Воспользовавшись этим, Фридрих Австрийский возвращается в Австрию и вновь берет в руки власть над регионом.
Ситуация могла измениться в 1245 году, когда появилась реальная угроза власти императора Священной Римской империи Фридриха II. После созванного по инициативе папы римского Иннокентия IV Лионском соборе император был отлучен от церкви (в частности, осужден за союз с «еретиком» и «схизматиком» Иоанном Ватацем, императором Никеи), объявлен низложенным, что привело к резкой политической дестабилизации внутри империи. В этих условиях император был вынужден пересмотреть свое отношение к австрийскому герцогу. Между двумя Фридрихами было достигнуто предварительное соглашение, по условиям которого император обещал передать Австрии область Крайну, а сам должен был жениться на Гертруде, племяннице австрийского герцога. Однако этот союз и брак не состоялся (во многом, из-за позиции самой 17-летней Гертруды, которая не захотела стать женой 50-летнего императора). Возможной причиной того, что брак не был заключен, называют и любовь между Гертрудой и Владиславом Моравским, сыном Вацлава I, что привело к объединению ранее враждовавших герцога Фридриха и короля Вацлава против Венгрии и Священной Римской империи.
Несмотря на то, что соглашение с императором не было достигнуто, Фридрих Австрийский в 1245 году все равно вторгся в Крайну и подчинил её Австрии, а также начал новую кампанию против Венгрии, намереваясь вновь захватить приграничные комитаты. В ходе австро-венгерского конфликта 1245—1246 годов и произошла битва на Лейте.

## Битва и её последствия
Из описаний битвы, сделанных австрийским поэтом Ульрихом из Лихтенштейна и венгерским хронистом Шимоном из Кезы, выделяют два предположительных места сражения — это Винер-Нойштадт (у Шимона из Кезы), либо где-то между Эбенфуртом и Нойфельдом-на-Лейте (у Ульриха).
Событие состоялось 15 июня 1246 года. Подробностей о ходе битве, количественном составе войск и потерях хроники не сохранили. Известно о том, что австрийские войска одержали в сражении победу, но она далась им дорогой ценой — ценой гибели герцога Фридриха II. Обстоятельства гибели герцога, при этом, остаются неясными, так как источники дают различные и противоречивые сведения. Ряд венгерских хронистов отмечали, что Фридрих был убит венгерскими войсками, в Мелькских анналах сказано, что герцог погиб «неизвестно, в результате какой случайности», а Зальцбургский хронист, хоть и не с полной уверенностью, говорит, что герцог был убит своими людьми.
Именно последняя точка зрения впоследствии широко распространилась. Она была отражена даже в русских летописях, а в хронике Магнуса Рейхерсберга впервые прямо называется имя убийцы герцога — Генриха фон Хассбаха. Впрочем, есть и ещё одна версия, гласящая о том, что герцог Фридрих был убит в поединке с не названным по имени «королем Руси» (см. ниже).
После гибели герцога Фридриха, начался конфликт, связанный с дележом наследства австрийских Бабенбергов. Фридрих II оказался последним представителем династии по мужской линии, вследствие чего правящий род в Австрии пресекся, а различные правители начали заявлять притязания на австрийское наследство, подкрепляя свои претензии фактором династического родства, а также браков с ближайшими родственницами покойного герцога — племянницей Гертрудой и сестрой Маргаритой. Сперва ситуацией решил воспользоваться чешский король Вацлав I, который, зная об отношениях между Гертрудой и своим сыном Венцеславом, быстро организовал брак между ними и поспешил объявить пару «герцогом и герцогиней Австрии», однако в 1247 году молодой Венцеслав скончался. Тогда папа Иннокентий IV организовал брак Гертруды и маркграфа Германа Баденского, однако правление Германа в Австрии было неудачным из-за его низкой популярности у австрийской знати. В 1250 году Герман умер, оставив власть в руках молодой вдовы и годовалого сына Фридриха Баденского. Этим вновь воспользовалась Чехия (Богемия), новый король которой, Пржемысл Отакар II, захватил Австрию и присоединил её к своим владениям, подкрепив завоевание браком с Маргаритой фон Бабенберг. В 1253 году о своих правах на австрийскую корону заявил женившийся на Гертруде фон Бабенберг Роман Данилович, сын Даниила Галицкого. Но совместный галицко-венгерский поход на Австрию не увенчался успехом.
В 1276 году Пржемысл проиграл в новом витке борьбы за австрийские земли Рудольфу I, и в Австрии утвердилась новая династия — Габсбурги.

### «Король Руси» в битве на Лейте
Анналы монастыря святого Пантелеймона, говоря о битве на Лейте, упоминают эпизод сражения в поединке между Фридрихом II Австрийским и неким «королем Руси», который победил герцога и убил его. Исследователи по-разному трактуют этот эпизод и высказывают разные мнения о том, кого можно считать этим «королем». Многие исследователи идентифицируют эту фигуру как Ростислава Михайловича, бывшего князя Черниговского и Галицкого, который за год до Лейтского сражения был разгромлен войсками Даниила Галицкого в битве под Ярославом, после чего бежал в Венгрию, где женился на Анне, дочери короля Белы IV и впоследствии получил во владение Славонию и Мачву.
В противовес этим мнениям высказывался А. В. Майоров, который предложил считать «королем Руси» Даниила Романовича Галицкого. Майоров приводит цепочку аргументов в поддержку данной версии — например, родственные связи между Даниилом Романовичем и Фридрихом II (мать Даниила Ефросинья-Анна Ангелина была родственницей матери Фридриха Феодоры Ангелины), дававшие Даниилу право высказать притязания на австрийский престол, а также свидетельства немецких источников (в частности, документов императорской канцелярии), в которых термин «король Руси» уже якобы применялся ранее в отношении Даниила Романовича. Оппоненты Майорова отмечали, что свидетельств в пользу возможности участия Даниила в битве нет, а все доказательства назывались косвенными и основанными на очень сильных допущениях. Тем не менее, Майоров представляет картину событий таким образом, что Бела IV, напуганный разорительными действиями монголов в 1240—1241 годах, узнав о получении Даниилом ханского ярлыка и протекции, решил инициировать заключения мира и союза с Галицко-Волынским княжеством (с которым до последнего времени конфликтовал). Это привело к тому, что сразу же после возвращения Даниила из Орды, Бела пригласил его для заключения союза, который был отмечен браком Льва Даниловича с дочерью Белы Констанцией и последующей помощью, которую Бела оказал печатнику Кириллу, сподвижнику Даниила, которого венгерский король «провел» к Константинопольскому патриарху для поставления в митрополиты. Со стороны Даниила условием союза была военная помощь в австрийской кампании Белы.
Таким образом, этот вопрос остается открытым. Сторонники есть у обеих точек зрения.